# غورنيي بوشيفيتش
غورنيي بوشيفيتش (بالصربية السيريلية Горњи Бушевић) هي قرية في البوسنة والهرسك. وهي تقع في بلدية بوزانسكا كروبا التابعة لكانتون يونا-سانا في اتحاد البوسنة والهرسك. طبقا لنتائج تعداد البوسنة عام 2013، فقد كان عدد سكانها 31 نسمة.
قبل حرب البوسنة والهرسك كانت القرية جزءا من بلدية بوزانسكا كروبا; وفي أعقاب اتفاقية دايتون (1995) فقد أصبحت جزءا من البلدية التي تم إنشاؤها حديثا كروبا نا يوني، والتي هي جزء من جمهورية صرب البوسنة.

## التركيبة السكانية

### التطور التاريخي للسكان
| 1961 | 1971 | 1981 | 1991 | 2013 |
| ---- | ---- | ---- | ---- | ---- |
| 871  | 777  | 658  | 493  | 31   |

## وصلات خارجية
- (بالإنجليزية) Maplandia